# Betaniaförsamlingen i Karleby
Betaniaförsamlingen i Karleby (Betania Karleby) är en pingstförsamling i Karleby i Mellersta Österbotten i Finland. Församlingen grundades 1941 med Vilhelm Glad som föreståndare.
Pingstverksamheten i Karleby har sina rötter i Kållby och Kälviä. Församlingsmedlemmarna från dåvarande Gamlakarleby tillhörde församlingen i Kållby fram till 1932 då Smyrnaförsamlingen bildades med Rafael Öhberg som föreståndare.
Verksamheten var tvåspråkig fram till 1941, då Betaniaförsamlingen bildades.

## Föreståndare
- Vilhelm Glad
- Gunnar Backman
- Uriel Lindell
- Samuel Bingmert
- Nils Björklund
- Kurt Allén
- Lars Koskinen
- Emil Dahl
- Levi Solborg
- Lars Mangs
- Sten Lönnqvist